# Chevaux galopants

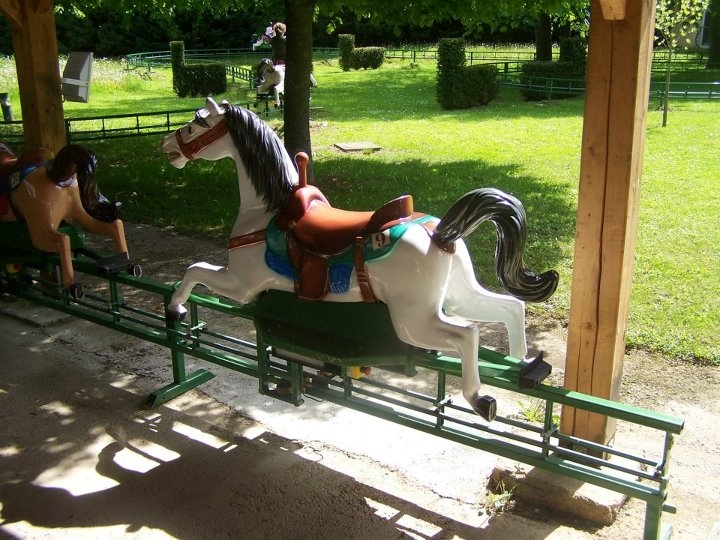
Longchamps à Walygator Parc.

Les chevaux galopants ou pony trekking est un type d'attraction que l'on trouve dans les parcs d'attractions. Conçus et produits par Soquet et par Metallbau Emmeln, c'est une attraction familiale.

## Concept
Le visiteur chevauche un cheval fixé sur un rail horizontal. Le destrier est motorisé par un système de troisième rail. Le cheval évolue dans un circuit fermé le plus souvent fleuri et boisé. Selon les modèles, le cheval peut à certains endroits du parcours changer d'allure, hennir et imiter un mouvement de marche.
Les chevaux galopants sont inspirés des montagnes russes steeplechase.

## Attractions de ce type
- Nom inconnu – Holly Park (Soquet)
- Nom inconnu – Funny World
- Animaux exotiques – Parc Saint-Paul (Soquet)
- Animaux exotiques – Family Park
- Ay Pépito Rodéo – Parc du Bocasse (Soquet)
- Balade forestière – Jardin d'acclimatation de Paris (Soquet)
- Chevauchée – Walibi Rhône-Alpes (Soquet)
- Chevauchée de Guillaume le Conquérant – Festyland (Soquet)
- Chevauchée fantastique – Nigloland (Soquet)
- Chevauchée fantastique – Babyland-Amiland (Soquet)
- Chevauchée sauvage – La Récré des 3 Curés (Soquet)
- Chevauchée western – Papéa Parc (Soquet)
- Chevaux galopants – La Coccinelle (Soquet)
- Chevaux galopants – Cigoland (Soquet)
- Chevaux galopants – Les Naudières
- Circuit Jolly Jumper – Fami P.A.R.C
- Dino galopant – Parc Dino-Zoo (Soquet)
- Elektrische eselreitbahn – Freizeitpark Lochmühle
- Elektrische kamelreitbahn – Rasti-Land (Metallbau Emmeln)
- Elektrische pferdereitbahn – Jaderpark
- Eselsreitbahn – Bayern Park (Metallbau Emmeln)
- Flip - der grashüpfer – Holiday Park (Metallbau Emmeln)
- Galopade – Les Poussins, Parc de la Citadelle
- George's Dinosaur Adventure – Paulton's Park (Metallbau Emmeln)
- Grand canyon – Didi'Land (Soquet)
- Grand galop – Parc touristique des Combes (Soquet)
- Haras du Pal – Le Pal (Soquet)
- Hestepærerne – BonbonLand
- Jolly Jumper – Drievliet
- Kentucky-Ride – Spreepark (Metallbau Emmeln, fermé en 2001)
- Konijnenbaan – Plopsaland De Panne (Metallbau Emmeln)
- Lapins – Plopsa Coo (Metallbau Emmeln)
- Las llamas – Isla Mágica (C&S)
- Longchamp – Dennlys Parc (Soquet)
- Longchamp – Walygator Parc (Soquet)
- Los potrillos – PortAventura Park
- Moose on the Loose – Six Flags Darien Lake (Metallbau Emmeln)
- O'Galop – Parc Bagatelle (Metallbau Emmeln)
- Paarden van Ithaka – Toverland (Metallbau Emmeln)
- Pazzo west – Cavallino Matto
- Ay Pepito Rodéo – Parc du Bocasse (Soquet)
- Pferde reitbahn – Erse Park (Metallbau Emmeln)
- Pferdebahnen – Tolk Schau (Metallbau Emmeln)
- Pferdereitbahn – Märchenparadies Königstuhl
- Pferdereitbahn – Schwaben Park
- Pferdreitbahn – Bayern Park (Metallbau Emmeln)
- Pferdreitbahn – Erlebnispark Steinau
- Pferdreitbahn – Freizeitpark Schloß Beck
- Pferdreitbahn – Märchenwald am Isartal (Metallbau Emmeln)
- Piste de l'Ouest – La Mer de sable (Soquet)
- Pleasurewood Pony Rail – Pleasurewood Hills
- Poney-express – Parc Merveilleux
- Poneys – Walibi Belgium (Metallbau Emmeln)
- Poneys express – Cobac Parc (Metallbau Emmeln)
- Pony adventure – Freizeitpark Plohn
- Pony express – Fraispertuis-City
- Pony Express - OK Corral
- Pony post – Hansa-Park (Metallbau Emmeln)
- Pony ride – Bobbejaanland
- Ponyreitbahn – Ravensburger Spieleland
- Reitbahn – Wild- und Freizeitpark Klotten (Metallbau Emmeln)
- Ritterturnier – Legoland Deutschland (Metallbau Emmeln)
- The royal joust – Legoland California (Metallbau Emmeln)
- The royal joust – Legoland Florida (Metallbau Emmeln)
- The royal joust – Legoland Malaysia (Metallbau Emmeln)
- Wildsaureitbahn – Märchenwald am Isartal (Metallbau Emmeln)
- Wild West Heste – Sommerland Sjælland